# 아바타: 아앙의 전설 (드라마)
"아바타: 아앙의 전설"(영어: Avatar: The Last Airbender)은 미국의 판타지 모험 드라마다. 동명의 텔레비전 애니메이션을 원작으로 한다. 앨버트 킴이 제작하였으며, 넷플릭스에서 공개된다.
첫 번째 시즌은 2024년 2월 22일 넷플릭스에서 공개되었고, 비평가들로부터 엇갈린 평가를 받았다.